# الکس ویلانووا (بازیکن فوتبال)
الکس ویلانووا (انگلیسی: Alex Villanueva؛ زادهٔ ۹ ژوئیهٔ ۲۰۰۲) بازیکن فوتبال اهل ایالات متحده آمریکا است.